# 友愛駅
友愛駅（ゆうあいえき）は、香港新界屯門区友愛邨友愛路にある、香港鉄路（港鉄MTR）軽鉄の駅である。駅の番号は275。

## 概要

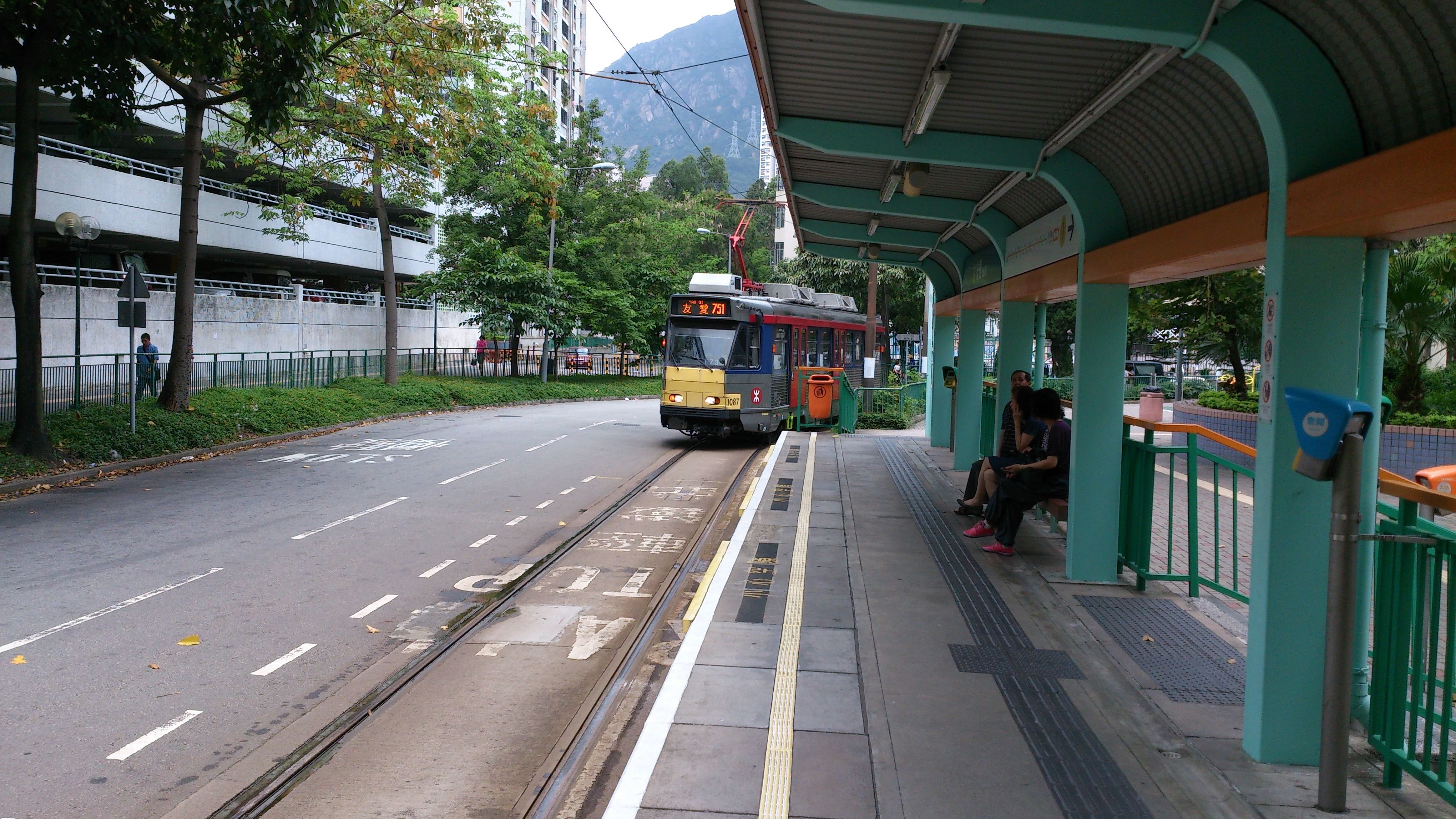
川崎重工が製作する二期目車両は入線中、ホームの前は併用軌道である。

ホームの前の線路は友愛路の併用軌道である。今でも終点にしている。
かつて、系統506、612、720などが使用され、系統506がバス代行にされており、系統612が720に変更され、系統720が751に変更されている。

## 利用可能な系統
香港鉄路軽鉄
■751系統

## 駅構造
- 単式ホーム1面1線を有する地上駅。

| 軽鉄のりば (1F) | 出口       | 友愛邨             |
| 軽鉄のりば (1F) | 単式ホーム |                    |
| 軽鉄のりば (1F) | ➊番線      | 天逸方面           |
| 軽鉄のりば (1F) | 出口       | 友愛路（併用軌道） |

## 駅周辺
- 友愛邨
- 香港九龍塘基督教中華宣道会陳瑞芝紀念中学
- 順徳聯誼総会譚伯羽中学
- 伊斯蘭学校

## 歴史
- 1988年9月18日 - 開業。

## 隣の駅
香港鉄路
■751系統
市中心駅 (280) → 友愛駅 (275) → 安定駅 (270)